# Château royal de Racconigi
Le château royal de Racconigi est un château situé à Racconigi, dans la province de Coni, en Italie.

## Histoire
Ce château fut l'une des résidences de la maison de Savoie en Piémont, restaurée et aménagée par Ernesto Melano, architecte et ingénieur de la cour.
Il comporte un cabinet de curiosités : le cabinet étrusque de Racconigi.
Il a été reconnu et inscrit au patrimoine de l'humanité de l'UNESCO en 1997.